# Ghost Reveries
Ghost Reveries osmi je studijski album švedskog heavy metal sastava Opeth. Diskografska kuća Roadrunner Records objavila ga je 29. kolovoza 2005., kojoj je to bio prvi objavljeni album grupe.

## O albumu
Ghost Reveries prvi je album skupine na kojem je kao trajni član nastupao klavijaturist Per Wiberg (iako je Wiberg već svirao klavijature na koncertnim nastupima sastava u doba objave DVD-a Lamentations) i posljednji na kojem su nastupali bubnjar Martin Lopez i dugogodišnji gitarist grupe Peter Lindgren.
Jedini singl s albuma skladba je "The Grand Conjuration" za koju je objavljen i glazbeni spot, iako je otprilike polovina skladbe izuzeta iz videozapisa zbog duljine njezina trajanja. Lopez se ne pojavljuje u videu jer je u to vrijeme bio bolestan, pa ga je na neko vrijeme zamijenio Gene Hoglan.
Pjesme za Ghost Reveries su, prvi put od albuma Still Life, skladane i napisane prije Opethova odlaska u studio, zbog čega su članovi grupe dobili tri tjedna za probe i usavršavanje izvedbe pjesama u studiju. Skupina je izvorno trebala odabrati jedan od dva ponuđena studija za snimanje uratka; mogla je odabrati ili Fascination Street Studios u Örebru u Švedskoj ili Sonic Ranch u Tornillu u Teksasu. Na koncu je odabrala Fascination Street Studios jer je studio bio bliži domovima njezinih članova.

## Glazbeni stil
Ghost Reveries izvorno je trebao biti konceptualni album koji bi činilo nekoliko povezanih pjesama o nemiru čovjeka nakon počinjenja nerazumnog djela, simbolizirana kao njegovo ubijanje vlastite majke. Međutim, Mikael Åkerfeldt komentirao je:
 Album samo djelomično prikazuje koncept, koji nije potpuno pjesnički uređen kao što je bio slučaj na prethodnim albumima kao što su Still Life i My Arms, Your Hearse.
Pjesma "The Baying of the Hounds" djelomično je nadahnuta tekstom pjesme "Diana" s Comusovog albuma First Utterance.

## Naslovnica
Naslovnica za album izrađena je nakon dovršetka albuma. U vezi nje Åkerfeldt je izjavio:

## Objava
Ghost Reveries objavljen je 29. kolovoza 2005. u Europi i dan kasnije u Sjevernoj Americi.
Roadrunner Records objavio je 31. listopada 2006. posebnu inačicu albuma; ta verzija albuma objavljena je u digipak formatu i sadrži CD i DVD, s novom naslovnicom i proširenom knjižicom albuma, koja se sastoji od dodatnih ilustracija i Åkerfeldtova pisma. CD sadrži izvorne pjesme s albuma, ali i obradu Deep Purpleove pjesme "Soldier of Fortune" kao bonus pjesmu koju je grupa snimila uživo s novim bubnjarom Martinom Axenrotom. DVD sadrži Dolby 5.1 miks prostornog zvuka (uz iznimku bonus pjesme), dokumentarni film u trajanju od 40 minuta i glazbeni spot za skladbu "The Grand Conjuration". Taj dokumentarni film prati stvaranje Ghost Reveriesa, dajući uvid u svakodnevni život skupine iza kulisa za vrijeme snimanja i turneje.
Skladba "Ghost of Perdition" uključena je i u glazbenu podlogu videoigre Saint's Row 2 na radiostanici Krunch 106.66. Od 29. studenog 2011. pjesma je također dostupna za preuzimanje za videoigru Rock Band 3. "The Grand Conjuration" uključena je u glazbenu podlogu videoigre Sleeping Dogs na radiostanici Roadrunner Recordsa.

## Popis pjesama
Tekstovi i glazba: Mikael Åkerfeldt. 
| 1.    | »Ghost of Perdition«       | 10:29 |
| 2.    | »The Baying of the Hounds« | 10:41 |
| 3.    | »Beneath the Mire«         | 7:58  |
| 4.    | »Atonement«                | 5:24  |
| 5.    | »Reverie/Harlequin Forest« | 12:43 |
| 6.    | »Hours of Wealth«          | 5:21  |
| 7.    | »The Grand Conjuration«    | 10:21 |
| 8.    | »Isolation Years«          | 3:52  |
| 66:49 |                            |       |

## Recenzije
Ghost Reveries dobio je uglavnom vrlo dobre kritike i pojavio se na 64. mjestu ljestvice Billboard 200.

## Zasluge
| Opeth - Mikael Åkerfeldt – vokali, gitara, dodatni melotron, produkcija - Martin Lopez – bubnjevi, perkusija - Per Wiberg – melotron, orgulje, klavir - Peter Lindgren – gitara - Martín Méndez – bas-gitara | Ostalo osoblje - Jens Bogren – produkcija, inženjer zvuka, miksanje, mastering - Thomas Eberger – mastering - Rickard Bengtsson – snimanje - Anders Alexandersson – snimanje - Niklas Kallgren – snimanje - Anthony Sorrento – ilustracije - Travis Smith – naslovnica, ilustracije, raspored ilustracija |